# Cassiope tetragona
Cassiope tetragona là một loài thực vật có hoa trong họ Thạch nam. Loài này được (L.) D.Don mô tả khoa học đầu tiên năm 1834.

## Hình ảnh

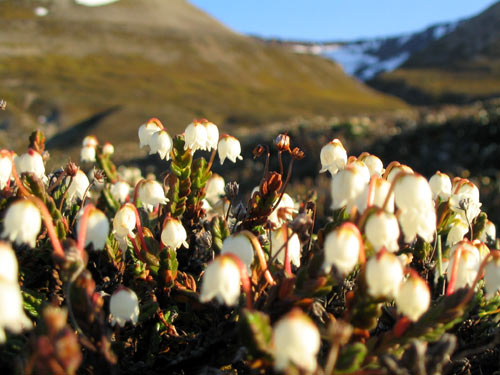
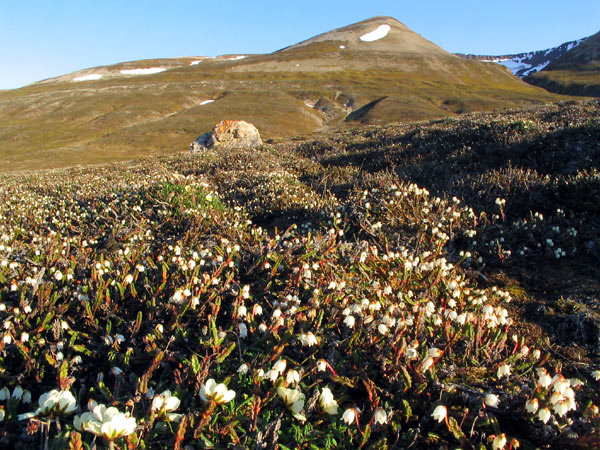
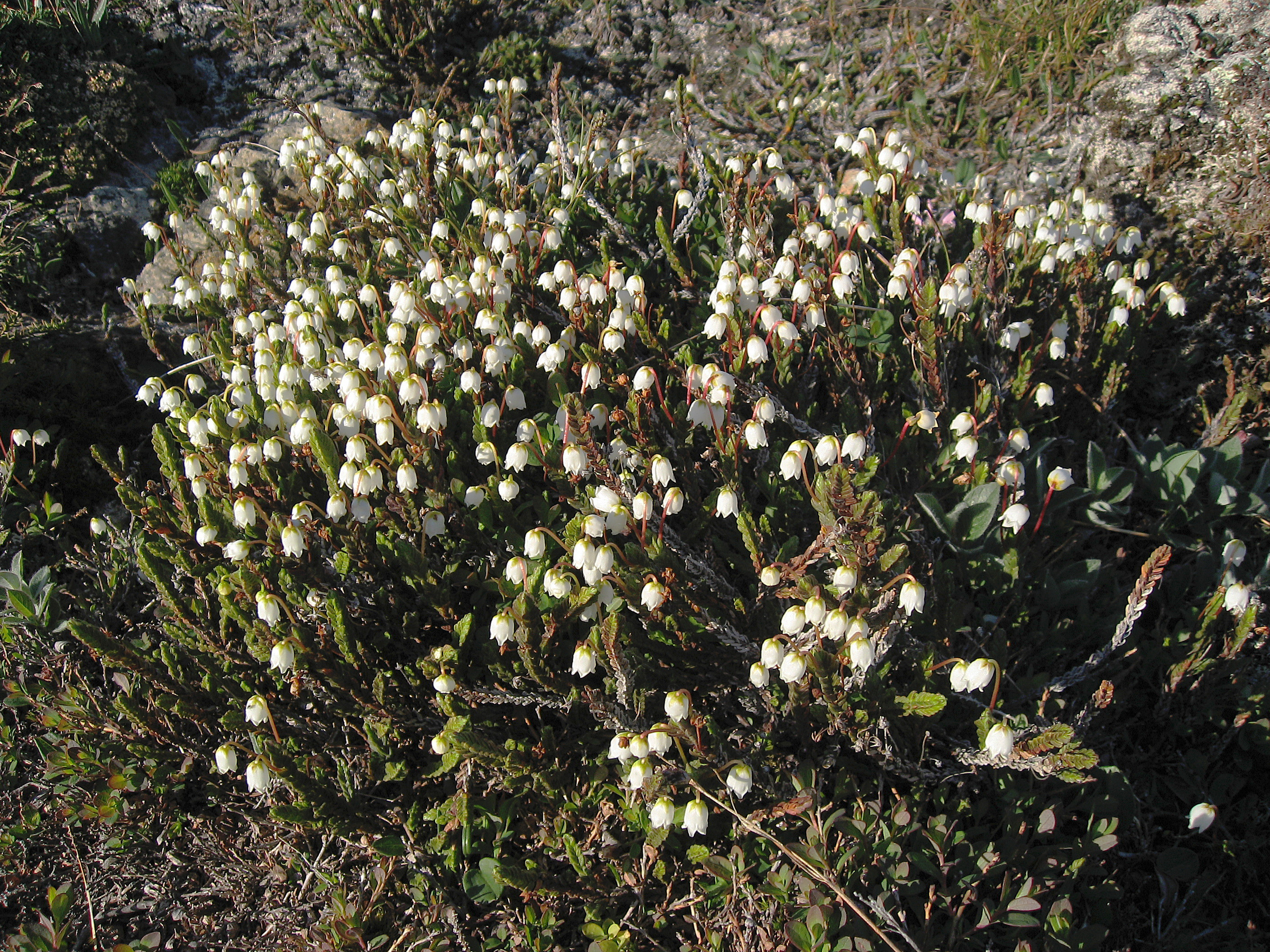
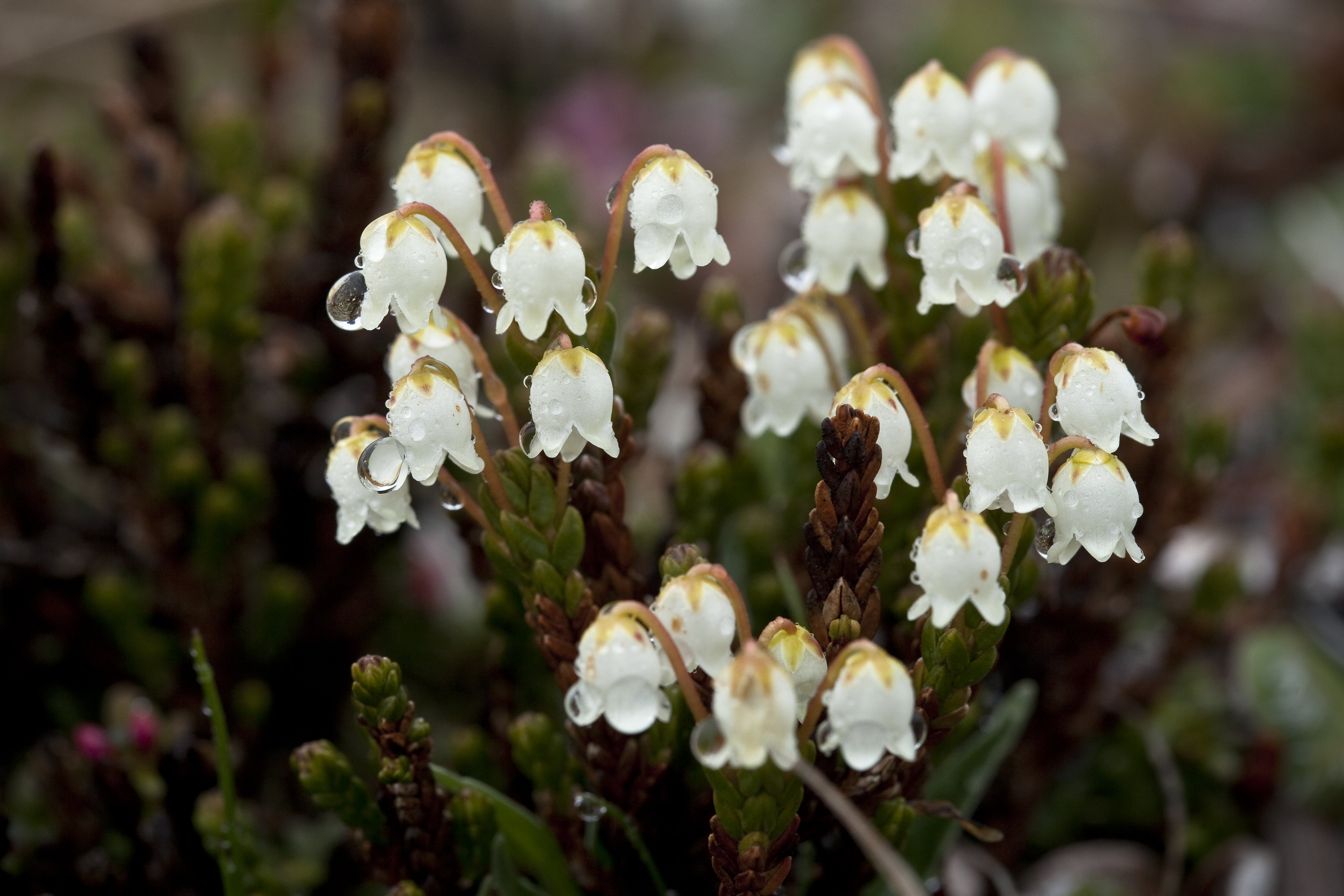